# جرگلانت خیرخان
جرگلانت خیرخان (به لاتین: Jargalant Khairkhan) یک کوه در مغولستان است که در استان خاود واقع شده‌است. جرگلانت خیرخان ۳٬۷۹۶ متر بالاتر از سطح دریا واقع شده‌است.